# Дімітрін Юрій Георгійович
Юрій Георгійович Дімітрін (справжнє прізвище Міхельсон ; 20 березня 1934, Ленінград — 15 січня 2020, Санкт-Петербург) — російський драматург, лібретист, письменник.

## Біографія
Закінчив Ленінградський хіміко-технологічний інститут в 1957 р Працюючи за фахом, пробував свої сили в журналістиці, літературі і драматургії. У 1964 р став завідувачем літературною частиною організованого випускниками Петербурзького Інституту сценічних мистецтв Красноярського молодіжного театру, потім редактором ленінградської телестанції «Горизонт». Друкувався в газетах і журналах як театральний критик .
З 1966 р Дімітрін звертається до жанру драматургії музичного театру. Його оригінальні і перекладні лібрето, сценарії, нові сюжетні версії лібрето класичних опер та оперет поступово привертають увагу театральних діячів і публіки. Ним створено понад сімдесят п'єс (лібрето). Близько 60 музичних вистав з його лібрето втілені на музичних сценах десятків міст Росії. Кілька творів зарубіжної оперної класики — «Удавана садівниця» Моцарта, «Дідона і Еней» Перселла, «Адріана Лекуврер» Чілеа, «Синьйор Брускіно» Россіні та інші — вперше на російській сцені вперше прозвучали в його перекладах.
Спільно з композитором О. Журбіним створив першу російську рок-оперу " Орфей і Еврідіка ". Поставлена в 1975 році рок-опера пройшла більше двох з половиною тисяч разів (в тому числі і за межами Росії) і продовжує йти в даний час. У 1982 р їм створена нова редакція оперної трилогії С. І. Танєєва «Орестея». Серед його останніх театральних робіт — лібрето опери-містерії А. Смелкова " Брати Карамазови " за романом Ф. Достоєвського (поставлена в 2008 році на сцені Маріїнського театру), опери «Ідіот» (композитор А. Смелков), опери «Євангеліє від Іуди» (композитор П. Геккер).
У 2000 році їм створений сайт «Лібрето уві сні і наяву» про жанр лібрето і професію лібретиста. В Петербурзькому інституті сценічних мистейтв викладав курс «Драматургія оперного лібрето». Дімітрін — автор навчального посібника з теорії та практики лібрето (2012), ряду книг і статей з проблем музичної драматургії.

## Список творів для театру

#### Лібрето опер[6]
- «Жорстокість» Муз. Б. Кравченко (1968)
- «Інтервенція» Муз. В. Успенського (1970)
- «Майстер і Маргарита» (разом. з В. Фіалковським). Муз. С. Слонімського (1969)
- «Дідона и Еней» Муз. Г. Перселла (1973)
- «Езоп» Муз. Б. Архімандрітова (1974)
- «Кармен» Муз. Ж.Бізе (1972–2000)
- «Аптекар» Муз. Й. Гайдна (1975, версія «Закохані кривдники, 1981»)
- «Удавана садівниця» Муз. В. А. Моцарта (1977)
- «Паяци» Муз. Р. Леонкавалло (1977)
- «Дзвіночок» Муз. Г. Доніцетті (1978)
- «Бастьєн и Бастьєнна» Муз. В. А. Моцарта (1980)
- «Казки Гофмана» Муз. Ж. Оффенбаха (1981)
- «Збезчещена Лукреція» Муз. Б. Бріттена (1982)
- «Адріана Лекуврер» Муз. Ф. Чілеа (1982)
- «Таємний шлюб» Муз. Д. Чімароза (1984)
- «Орестея» Муз. И. Танєєва (1984–1996)
- «Ріта» Муз. Г. Доніцетті (1985)
- «Дон Кіхот» Муз. Ж. Массне (1986)
- «Вірую» Муз. В. Пігузова (1986)
- «Сільська честь» Муз. П. Масканьї (1989)
- «Пастка для Кощія» Муз. А. Смелкова (1996)
- «Гравці» Муз. Д. Шостаковича (1977)
- «Хай живе тато!» Муз. Г. Доніцетті (1999)
- «Таборна опера» Муз. В. Устиновського (1999)
- «Синьйор Брускіно» Муз. Д. Россіні (2000)
- «Любовний напій» Муз. Г. Доніцетті. (2001)
- «Петро Великий» Муз. Г. Доніцетті (2003)
- «Палата № 7» Муз. Г. Доніцетті (2006)
- «Брати Карамазови» Муз. А. Смелкова (2008)
- «Світ на Місяці» Муз. Й. Гайдна (2012)

#### Лібрето оперет[6]
- "Лицар Синя Борода " Муз. Ж. Оффенбаха (1973)
- "Маріца " Муз. І. Кальмана (1982)
- «Подають надії» Муз. В. Біберган (1987)
- «Суд присяжних» У. Гілберта і А. Саллівана (1996)
- «Бал у Савої» Муз. П. Абрахама (1996)
- «Циганська любов» Муз. Ф. Легара (2003)
- «Баядера» Муз. І. Кальмана (2004)
- «Циганський барон» Муз. Й. Штрауса (2004)
- «Сільва» Муз. І. Кальмана (2005)
- «Продавець птахів» Муз. К. Целлера (2008)
- «Фіалка Монмартру» Муз. І. Кальмана (2009)

#### Лібрето рок-опер і мюзиклів
- «Орфей і Еврідіка» Муз. О. Журбіна (1975)
- «Фламандська легенда» (спільно з Ю. Кімом) Муз. Р. Грінблат (1978)
- «Важко бути богом» (спільно з В. Вербина) (1990)
- «Маскарад» Муз. І. Рогалёва (2000)
- «Бомарше і Компанія» Муз. М. Самойлова (2010)

## книги
- Димитрин Ю. Нам не дано предугадать. — СПб. : «Северный олень», 1997. — 110 с. — (Библиотека всемирного клуба петербуржцев) — ISBN 5-87388-039-5.[7]
- Димитрин Ю. Похождения либреттиста. — СПб. : ООО «Агентство «Информационные ресурсы», 2009. — 168 с. — (Библиотека Всемирного клуба петербуржцев) — ISBN ISBN 19553 Помилка параметра в {{ISBN}}: довжина.[8]
- Димитрин Ю. Либретто: история, творчество, технология (Учебное пособие в жанре эссе). — СПб. : «Композитор», 2011. — 171 с. — ISBN 978-5-73790-548-4.
- Димитрин Ю. «Кармен» в первый раз. Документальный рома. — Электронное изд. — М. : Э.РА, 2013. — ISBN 978-5-905693-83-0.
- Димитрин Ю. Избранное в пяти книгах. — Изд-во «Планета музыки», 2016.
  - Оперы по романам Достоевского. — 224 с. — ISBN 978-5-8114-2194-7
  - Мюзикл. — 276 с. — ISBN 978-5-8114-2193-0
  - Оперетта. — 340 с. — ISBN 978-5-8114-2192-3
  - Буфф-опера. — 308 с. — ISBN 978-5-8114-2191-6
  - До самой сути. Исследования, статьи, интервью. — 300 с. — ISBN 978-5-8114-2195-4
- Димитрин Ю.; Журавлёва С. Диалоги с либреттистом. СПб, 2018.